# Шалимов, Владимир Фёдорович
Владимир Фёдорович Шалимов (24 сентября 1921 — 15 июня 2001) — заместитель начальника штаба по разведке и аэрофотослужбе 13-го отдельного Ленинградского Краснознамённого разведывательного авиационного полка (13-я воздушная армия, Ленинградский фронт), капитан. Герой Советского Союза.

## Биография
Родился 24 сентября 1921 года в посёлке Харцызск Донецкой области (Украинская ССР). В Красной Армии с 1939 года. В 1940 году окончил военное авиационное училище.
В дни блокады Ленинграда фотографированием вскрывал артиллерийские позиции, обстреливающие город, выполнял боевые задания по разведке основных коммуникаций противника от Ленинграда до Пскова, участвовал в бомбардировке ночных аэродромов и железнодорожных станций.
К середине октября 1944 года капитан Шалимов совершил 187 боевых вылетов на разведку и фотографирование оборонительных сооружений, аэродромов и войск противника. По результатам дешифровки его фотоснимков установлено: 1000 артиллерийских позиций, 800 отдельных орудий, 800 зенитных позиций, 900 артиллерийских дзотов, 7000 пулемётных дзотов, 520 миномётных позиций, 9200 пулемётных гнёзд, 21000 блиндажей и землянок, 80 наблюдательных и командных пунктов, 300 складов, 127 гаражей и мастерских и ряд других объектов.
23 февраля 1945 года за образцовое выполнение заданий командования и проявленные при этом мужество и героизм капитану Шалимову Владимиру Фёдоровичу присвоено звание Героя Советского Союза с вручением ордена Ленина и медали «Золотая Звезда».
С 1979 года генерал-майор авиации Шалимов в запасе. Жил в Москве. Умер 15 июня 2001 года.
Почётный гражданин города Харцызск (1964).